# وازگن چالویان
وازگن کاراپتی چالویان (ارمنی: Վազգեն Կարապետի Չալոյան؛  زادهٔ ۷ ژانویهٔ ۱۹۰۵ - درگذشته ۲۴ مارس ۱۹۸۱) یک فیلسوف اهل ارمنستان بود.

## زندگی‌نامه
در ۲۰ ژانویه [سبک قدیمی: ۷ ژانویه] ۱۹۰۵ در آلکساندراپول به دنیا آمد و از دانشگاه دولتی ایروان (۱۹۲۶) فارغ‌التحصیل شد. وی در انستیتو فلسفه، جامعه‌شناسی و حقوق فرهنگستان ملی علوم ارمنستانفعالیت می‌کرد. وی عضو مکاتبه‌ای فرهنگستان ملی علوم ارمنستان (۱۹۶۵) بود. وی همچنین برنده دانشمند شایسته ارمنستان شوروی (۱۹۶۷) و نشان برجسته افتخار شده است. وی در ۲۴ مارس ۱۹۸۱ در سن ۷۶ سالگی در ایروان درگذشت.

## نگارخانه

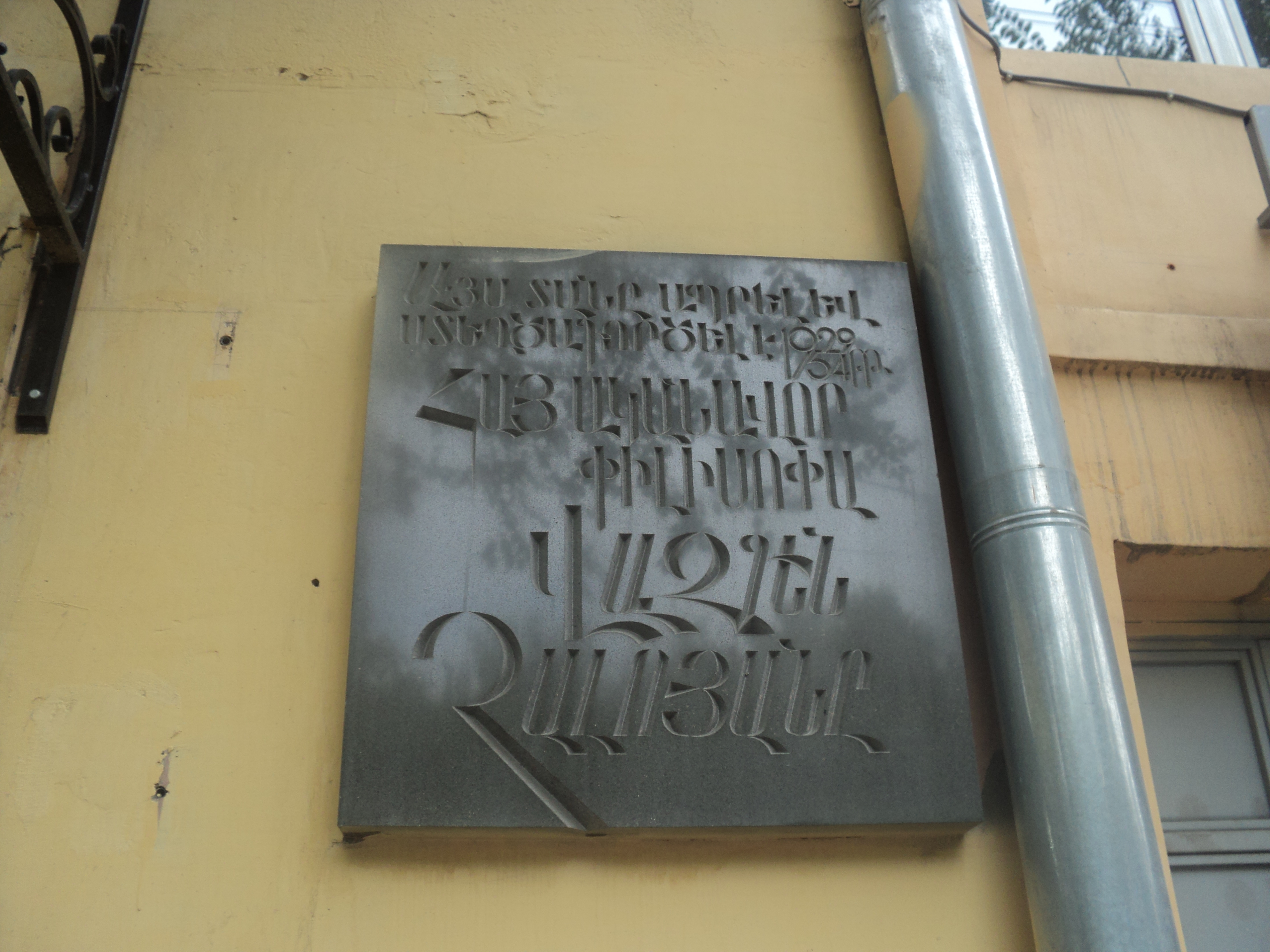

## یادداشت
1. ↑  փիլիսոփայական գիտությունների դոկտոր